# Chapelle Saint-Gonéry de Plougras
La chapelle Saint-Gonéry  est située à Plougras en France.

## Localisation
La chapelle est située sur la commune de Plougras dans le département des Côtes-d'Armor, dans la région Bretagne.

## Description
La chapelle est un édifice de plan en croix latine, en granit appareillé. À l'intérieur, voûte en lambris et sablières sculptées. À l'ouest, le pignon est ouvert par une porte en plein cintre flanquée de colonnettes plates soutenant un entablement droit. Les rampants du pignon sont ornés de crochets sculptés. Le pignon soutient un petit clocheton carré surmonté d'une flèche ajourée de pierre. Au sud, le pignon du transept est ouvert d'une fenêtre en plein cintre à remplage trilobé. Chevet plat. L'intérieur est composé d'une nef simple, de deux transepts et du chœur. La voûte est lambrissée. Les sablières représentent des scènes religieuses et de vie locale.

## Historique
Chapelle du XVIe siècle, ayant subi quelques restaurations en 1787.
Elle est inscrite au titre des monuments historiques par arrêté du 10 avril 1981.

## Galerie

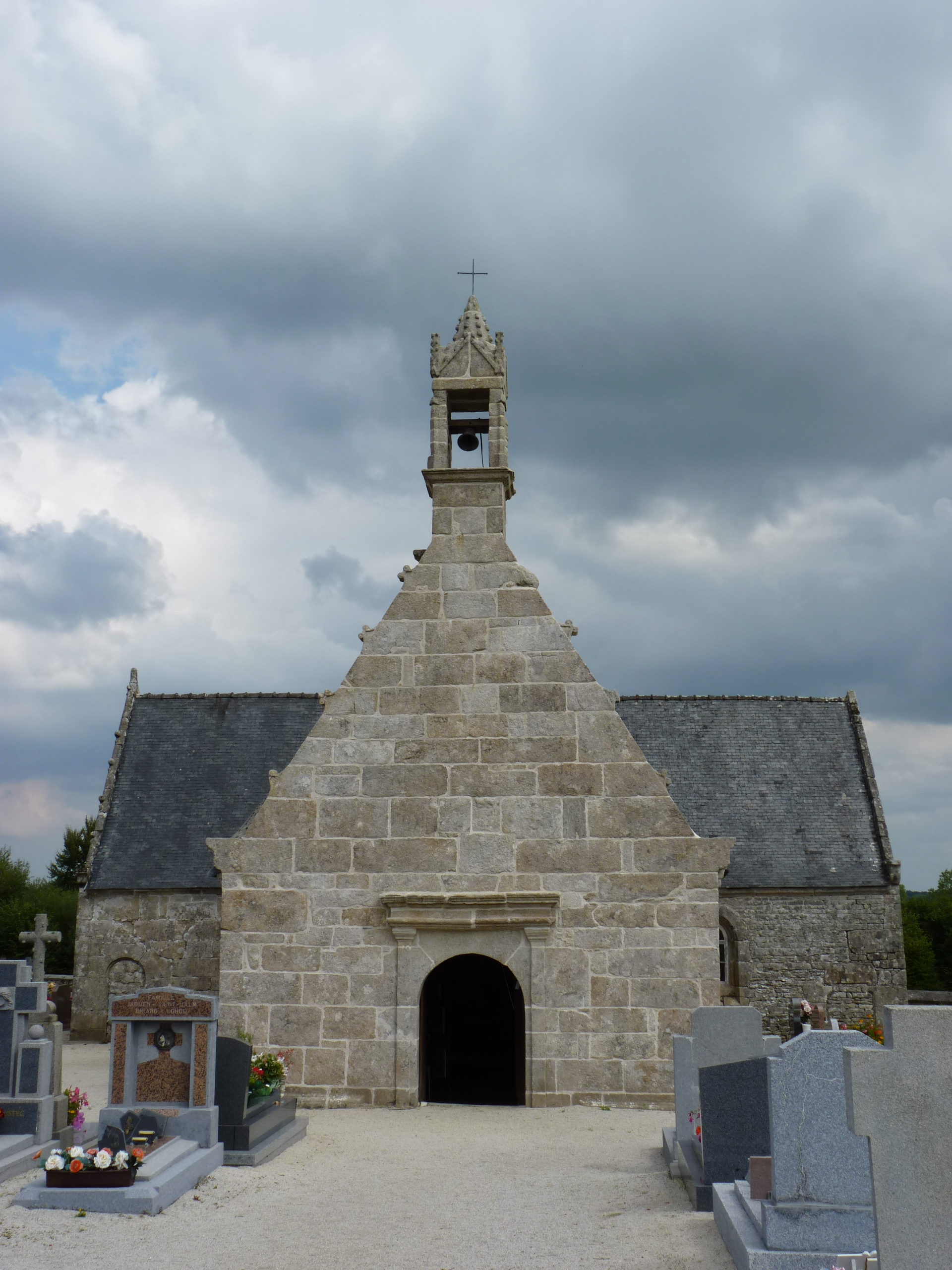